# Elizabeth Kemble
Elizabeth Kemble, née Satchell en 1762 ou 1763 à Londres, et morte le 20 janvier 1841, est une actrice anglaise.

## Biographie
Elizabeth Satchell naît en 1762 ou début janvier 1763, à Great Pulteney Street, Golden Square à Londres. Fille d'un facteur d'instruments de musique nommé John Satchell, elle a au moins trois sœurs.
Actrice de talent, elle épouse Stephen Kemble, de la famille Kemble, en 1783.
Elle meurt le 20 janvier 1841.